# Station Mrowino
Station Mrowino is een spoorwegstation in de Poolse plaats Mrowino.